# DS Skibladner
DS «Skibladner» er Norges eneste hjuldamper og verdens ældste i drift. Det er bygget i 1854–1856 ved Motala værft i Sverige.
Skibet går i rutefart på Mjøsa fra Gjøvik til Hamar, Lillehammer og Eidsvoll. Skibladner er oplagt om vinteren i Gjøvik, hvor det har fået sit eget hus i glas. DS Skibladner kaldes Mjøsas hvite svane.

## Historie
Jomfruturen gik fra Minnesund og mod nord på Mjøsa 2. august 1856. Båden er sunket to gange i vinteren 1937 og 1967, men begge gange blev den hurtigt hævet. Båden er ombygget og restaureret flere gange.
Tidligere havde båden betydning for persontransport mellem Eidsvoll, Hamar, Gjøvik og Lillehammer. I dag anvendes den først og fremmest til turist- og fritidsture. Den sejler kun om sommeren, fordi Mjøsa ofte er islagt og har lav vandstand om vinteren. Skibladner stikker 1,5 m og kan først bruges, når vandstanden er tilstrækkelig høj i maj.
Skibladner var tidligere vigtig for postgangen. Der er stadig eget postkontor om bord med eget stempel. Det er populært at sende postkort, som bliver poststemplet Skibladner.
Den 2. august 2006, på 150-årsdagen for jomfruturen, blev DS Skibladner udnævnt til kulturminde. Det var første gang, et fartøj i rutetrafik blev fredet i Norge.
Norges første kvindelige søkaptajn, Ingerid B. Bjercke, førte Skibladner i tre sæsoner.

## Maskine og udstyr
Dampmaskinen om bord er en trippel ekspansionsmotor, som yder 606 HK og kan give båden en maksimumfart på 14 knob. Marchfarten er 12 knob.